# Столкновение над Завитинским районом
Столкновение под Завитинском — авиационная катастрофа, произошедшая в понедельник 24 августа 1981 года. В небе над Амурской областью около Завитинска столкнулись пассажирский авиалайнер Ан-24РВ авиакомпании «Аэрофлот» (рейс SU-811 Южно-Сахалинск — Комсомольск-на-Амуре — Благовещенск) и самолёт-ракетоносец Ту-16К ВВС СССР (выполнял разведку погоды). В катастрофе погибли 37 человек — 31 на Ан-24РВ (26 пассажиров и 5 членов экипажа) и все 6 — на Ту-16К (экипаж); выжил 1 человек — пассажирка Ан-24РВ Лариса Савицкая, пережившая падение с высоты 5220 метров.

## Сведения о самолётах

### Ан-24РВ
Ан-24РВ (регистрационный номер СССР-46653, заводской 47309204, серийный 092-04) был выпущен Киевским авиационным заводом 2 мая 1974 года. 24 мая того же года был передан авиакомпании «Аэрофлот» (Дальневосточное УГА, Южно-Сахалинский ОАО; с января 1980 года — Дальневосточное УГА, Сахалинское ПО). Оснащён двумя турбовинтовыми двигателями АИ-24 производства ЗМКБ «Прогресс» имени А. Г. Ивченко. На день катастрофы совершил 8397 циклов «взлёт-посадка» и налетал 12 828 часов.
Состав экипажа рейса SU-811 (147-й лётный отряд) был таким:
- Командир воздушного судна (КВС) — Александр Васильевич Миргородский.
- Второй пилот — Валерий Григорьевич Шевелёв.
- Штурман — Федосий Иванович Крыжановский.
- Бортмеханик — Николай Иоаннович Димитриев.
- Бортпроводник — Галина Петровна Борисова.

### Ту-16К
Ту-16К (заводской номер 6203106, серийный 31-06) был выпущен Казанским авиационным заводом 31 марта 1956 года. В апреле того же года был передан Военно-воздушным силам СССР, на момент катастрофы находился в расположении в/ч 65348. Оснащён двумя турбореактивными двигателями РД-3М производства ОКБ-300. На день катастрофы совершил 2870 циклов «взлёт-посадка» и налетал 4019 часов.
Состав экипажа борта 07514 был таким:
- Командир корабля — капитан Сергей Г. Харитонов.
- Помощник командира корабля (ПКК) — старший лейтенант С. Н. Рухлин.
- Штурман-навигатор — старший лейтенант Л. А. Кочуров.
- Штурман-оператор — старший лейтенант А. В. Забродин.
- Воздушный стрелок-радист (ВСР) — рядовой С. Д. Тюков.
- Командир огневых установок (КОУ) — рядовой А. К. Захарчук.

## Хронология событий
В 08:00 утра по местному времени (02:00 MSK) на дежурство в ЦУВД Архара заступила новая смена авиадиспетчеров. При этом уже в начале смены им была передана информация, что участок местной воздушной линии «Бурея—Чегдомын» в зоне ответственности Благовещенского районного ЦУВД на высотах 4200-4500 метров будут периодически (в 09:00, 14:00 и 19:00 MSK) пересекать военные самолёты; планы их полётов ранее были рассмотрены в ЗЦ Хабаровска и подтверждены без изменений, после чего подтверждение заявки было отправлено в гражданский и военный секторы диспетчерского центра в Благовещенске.
В 14:57 с авиадиспетчером ЦУВД Архара вышел на связь рейс SU-811 (Ан-24РВ борт СССР-46653), летевший из Комсомольска-на-Амуре в Благовещенск, на борту которого находились 32 человека — 5 членов экипажа и 27 пассажиров (26 взрослых и 1 ребёнок); лайнер вылетел из Комсомольска-на-Амуре в 13:56 (07:56 MSK), задержавшись из-за непогоды на 4 часа. Пилоты рейса 811 доложили диспетчеру ВРЦ Архара о входе в зону, на что получили подтверждение и указание местонахождения самолёта — удаление 225 километров с азимутом 42° от аэропорта Архара. Далее пилотам рейса 811 было разрешено следовать на эшелоне FL170 (5200 метров) с докладом пересечения воздушной трассы «Хабаровск—Москва».
В это же время, в соответствии с заявкой, в 15:00 и 15:01 с военного аэродрома Завитинск вылетели два самолёта-ракетоносца Ту-16К ВВС СССР (ведущий с позывным 07034 и ведомый с позывным 07514), принадлежавшие в/ч 65348 (303-й тяжёлый бомбардировочный авиаполк), которым по плану предстоял маршрутный полёт с разведкой погоды. При этом в пункте Бахирево (49°35′ с. ш. 132°00′ в. д.) им предстоял набор высоты с 4200-4500 метров до 7800-8100 метров с пересечением местных воздушных линий, порядок пролёта которых экипажам обоих Ту-16 не был сообщён. Погода в это время была относительно ясной, видимость составляла более 10 километров.
В 15:07 экипаж рейса 811 связался с диспетчером ВРЦ Архара и доложил, что пересёк трассу «Хабаровск—Москва» на эшелоне 5200 метров. Диспетчер подтвердил пересечение и сообщил экипажу местонахождение — удаление 162 километра с азимутом 37°. В 15:15 авиадиспетчер повторно сообщил экипажу рейса 811 местонахождение — удаление 112 километров с азимутом 32°, но на последующие вызовы пилоты рейса 811 диспетчеру уже не отвечали.
В 15:18 оба Ту-16 на высоте 4200-4500 метров и в 6 километрах левее прошли пункт Бахирево и продолжили набор высоты. Но в 15:21:07 (09:21:07 MSK) в точке 50°01′ с. ш. 130°28′ в. д. на высоте 5220 метров в 70 километрах восточнее Завитинска и в 3 километрах в стороне от воздушной трассы «Бурея — Чегдомын» ведомый Ту-16 (позывной 07514) столкнулся с Ан-24 рейса SU-811. При столкновении рейс SU-811 разрушился в воздухе на несколько частей — крыло с двигателем № 1 (левым), левой стойкой шасси и мотогондолой; носовую часть фюзеляжа до 10-го шпангоута; фонарь кабины пилотов до 7-го шпангоута; двигатель № 2 (правый) с частью мотогондолы; верхнюю часть фюзеляжа от 7-го до 19-го шпангоута; хвостовую часть фюзеляжа от 37-го до 45-го шпангоута; нижнюю часть фюзеляжа от 20-го до 34-го шпангоута; нижнюю часть фюзеляжа с 11-го по 19-й шпангоуты; обшивку верхней части фюзеляжа с 23-го по 31-й шпангоуты и отдельные элементы планера, двигателей, оборудования и систем самолёта. От борта 07514 при столкновении в воздухе оторвались передняя кабина Ф-2 до 12-го шпангоута и консоль правого крыла по 17-му нервюру; при ударе о землю самолёт взорвался и сгорел.
Обломки Ан-24 были разбросаны в юго-западном направлении в 1020 метрах от точки столкновения (разброс — 2500 на 900 метров) в болотистой, горно-лесистой местности. Обломки Ту-16 были разбросаны в юго-восточном направлении примерно в 2 километрах от точки столкновения.
Вертолёты с аварийными группами прибыли к месту катастрофы утром 25 августа. Изначально считалось, что в катастрофе погибли все 38 человек на обоих самолётах (32 — на Ан-24 (5 членов экипажа и 27 пассажиров) и 6 — на Ту-16 (экипаж)), но на третий день неожиданно была найдена единственная выжившая пассажирка Ан-24 — 20-летняя Лариса Савицкая, студентка педагогического института Благовещенска, возвращавшаяся с мужем (Владимиром Савицким) после медового месяца. Она сидела в хвостовой части самолёта и выжила после падения с высоты 5220 метров. Все остальные 37 человек погибли.

## Расследование
По результатам расследования следственная комиссия сделала следующие выводы:
1. Группа руководства полётами военного аэродрома Завитинск во время предполётной подготовки перед заступлением на смену не произвела анализ и оценку воздушной обстановки в районе ответственности в части получения информации об эшелонах и времени пролёта через район аэродрома транзитных самолётов. Руководитель полётов аэродрома Завитинск не использовал радиолокационные средства для контроля за полётом самолётов Ту-16К, что оказало прямое влияние на возникновение аварийной ситуации.
2. Командование объединения не обеспечило соответствие инструкции по производству полётов (ИПП) на аэродроме Завитинск требованиям ОПП-77, ИПП и УВД на территории военного округа и совместной директивы ВВС-МГА, что также оказало влияние на обеспечение безопасности полётов в районе данного аэродрома.
3. Командование ВВС военного округа не организовало внесение необходимых изменений в ИПП и УВД на территории округа в части планирования и обеспечения полётов ВС Министерства обороны СССР, происшедших в связи с созданием и функционированием с февраля 1980 года центров Единой системы Управления воздушным движением (ЕС УВД).
4. Взаимодействие военных и гражданских секторов зонального центра (ЗЦ) ЕС УВД Хабаровска и районного центра (РЦ) ЕС УВД Благовещенска в части взаимной информации о воздушной обстановке в зонах и районах ответственности организовано недостаточно.
5. Порядок пролёта местной воздушной линии (МВЛ) «Бурея—Чегдомын» на высоте 4200-4500 метров, отработанный в военном секторе районного центра Благовещенска, не был доведён до штаба дивизии.
6. Временное положение о центрах ЕС УВД, Инструкция по взаимодействию между гражданскими и военными секторами ЗЦ и РЦ ЕС УВД, а также табель сообщений о движении ВС МГА не предусматривают обмена информацией между гражданскими и военными секторами центров по вопросам задержек с вылетами самолётов, фактического времени вылета, расчётного времени входа в районы ответственности РЦ ЕС УВД, а также пролёта транзитом районов ведомственных аэродромов. В результате этого военному сектору РЦ не было известно о наличии пассажирского самолёта Ан-24РВ на участке МВЛ «Бурея—Чегдомын». В свою очередь, военный сектор РЦ Благовещенска не проинформировал гражданский сектор РЦ о времени фактического вылета самолётов Ту-16К, так как это не было предусмотрено Инструкцией по взаимодействию.

Согласно итогам расследования, причинами столкновения над Завитинском стали неудовлетворительные организация и руководство полётами в районе аэродрома Завитинска и несоответствие ИПП в этом районе требованиям ОПП-77. Столкновению самолётов способствовало нечёткое взаимодействие между гражданским и военным секторами центров ЕС УВД, управлявшими полётами этих самолётов, и несоответствие требованиям ОПП-77 порядка передачи информации в пункты УВД, установленного табелем сообщений, о движении воздушных судов гражданской авиации.

## Отражение в СМИ
Как и все прочие авиакатастрофы, информация была засекречена и в газетах того времени столкновение над Завитинском замалчивалось. Лишь в 1985 году газета «Советский спорт» поместила короткую заметку про Ларису Савицкую, пережившую падение с 5 километров. Но при этом причиной падения был назван полёт на самодельном летательном аппарате, и за 2 года до реальных событий. Про подробности катастрофы сама Лариса Савицкая узнала только в 2000 году.

## Культурные аспекты
В августе 2020 года в Пермском крае начались съёмки фильма «Одна». Выход фильма на большой экран состоялся 9 июня 2022 года.